# Gábor Nagy
Gábor Nagy (ur. 18 września 1994) – węgierski szachista, arcymistrz od 2020 roku.

## Kariera szachowa
Wygrał turniej Fall 2022 GM/IM Norm Invitational, zdobywając 8 pkt. z 9. Zakwalifikował się do mistrzostw świata w szachach 2023, gdzie w pierwszej rundzie został pokonany przez Alexandra Fiera.
Najwyższy ranking w dotychczasowej karierze osiągnął 1 października 2021 roku, z wynikiem 2535 punktów.